# Бошко Ивков
Бошко Ивков (Стапар, 22. децембар 1942 – Нови Сад, 28. новембар 2010) је српски песник и прозни писац који је живио и стварао у Новом Саду.

## Биографија
Основну школу Ивков је похађао у родном Стапару, средњу у Сомбору. У Новом Саду је студирао књижевност где је стварао и живео до своје смрти.
Године 1957. се први пут се јавља у књижевности са песмом у омладинском листу Покрет. Писао је приповетке, поезију, романе. Дела су му превођена на више светских језика. Ивков се огледао и у превођењу, са русинског језика, у сарадњи са аутором превео две књиге песама Јулијана Тамаша.
Аутор је Стапар, село под крилима лептира - великогоспојински тв-запис о Стапару, ауторске получасовне тв-емисију, која је снимљена у продукцији ТВ Нови Сад 1993. године. Био је сценариса ТВ-емисије о поезији Гојка Јањушевића и косценарист играног филма Првослава Марића Хаг чека.
Био је уредник "Покрета", "Индекса"; обнављач и главни одговорни уредник "Поља" (1968-1974); уредник књижевног издања РУ "Р. Ћирпанов" (1976-1978); идејни покретач, а од другог броја главни и одговорни уредник "Домета" (1975-1979); главни и одговорни уредник "Летописа Матице српске" (1980-1991) и уредник "Катедре Матице српске" (1992-1998).
Издао је девет књига под називом Земља и рашће, са поднасловом "Читанка Војводине".

## Награде
Ивков је добитник следећих награда:
- Награда „Драинац”, за песнички рукопис Јесења руковет, 1977.
- Награда „Златна значка” Културно-просветне заједнице Србије, за свеобухватан рад у култури, 1984.
- Награда Друштва књижевника Војводине, за препев године, за књигу Песме и доба, 1987.
- Награда „Ђура Јакшић”, за књигу Летописи, 1997.
- Награда „Искре културе” Културно-просветне заједнице Војводине, за свеобухватан рад у култури, 2000.
- Октобарска награда Новог Сада, 2002.[3]

### Зборник текстова
- Индексова читанка, зборник текстова листа Индекс, 1968.

### Антологије
- Светла нарав речи, антологија поезије листа Покрет, 1970.

### Поезија
- Јесења руковет, 1979.
- Сев - свакодневне сиромашне песме, 1985.
- Пут у снег, 1991.
- Летописи: деведесет и девет песама из девет годова, 1996.
- Зрење звезда, 2000.

### Лирски есеји
- Дорећи море, 1974.

### Романи
- Језа, 1983.

### Кратка проза
- Ликови који се руше, 1969.
- Како смо волели девојчице: приче и записи, 1985.
- Висока земља, 2009.

### Есеји
Ожиљци времена - Критике, есеји, записи, 1978.

### Земља и рашће
- Земља и рашће: читанка Војводине: предели и призори, бића и догађања. Књ. 1, кратка проза, 2000.
- Земља и рашће: читанка Војводине: предели и призори, бића и догађања. Књ. 2, кратка проза,  2001.
- Земља и рашће: читанка Војводине: предели и призори, бића и догађања. Књ. 3, кратка проза,  2002.
- Земља и рашће: читанка Војводине: предели и призори, бића и догађања. Књ. 4, кратка проза, 2003.
- Земља и рашће: читанка Војводине: предели и призори, бића и догађања. Књ. 5, (Језа) - роман, 2004.
- Земља и рашће: читанка Војводине: предели и призори, бића и догађања. Књ. 6, (Псалми љубави и минућа) - поезија, 2005.
- Земља и рашће: читанка Војводине: предели и призори, бића и догађања. Књ. 7, кратка проза, 2006.
- Земља и рашће: читанка Војводине: предели и призори, бића и догађања. Књ. 8, кратка проза, 2007.
- Земља и рашће: читанка Војводине: предели и призори, бића и догађања. Књ. 9, кратка проза, 2008.
- Земља и рашће: читанка Војводине: предели и призори, бића и догађања. Књ. 10, мешовито дело, 2013.

### Интервју
- Токови савремене прозе - разговоре водила Радмила Гикић Петровић, 2002.